# Academy of Ancient Music

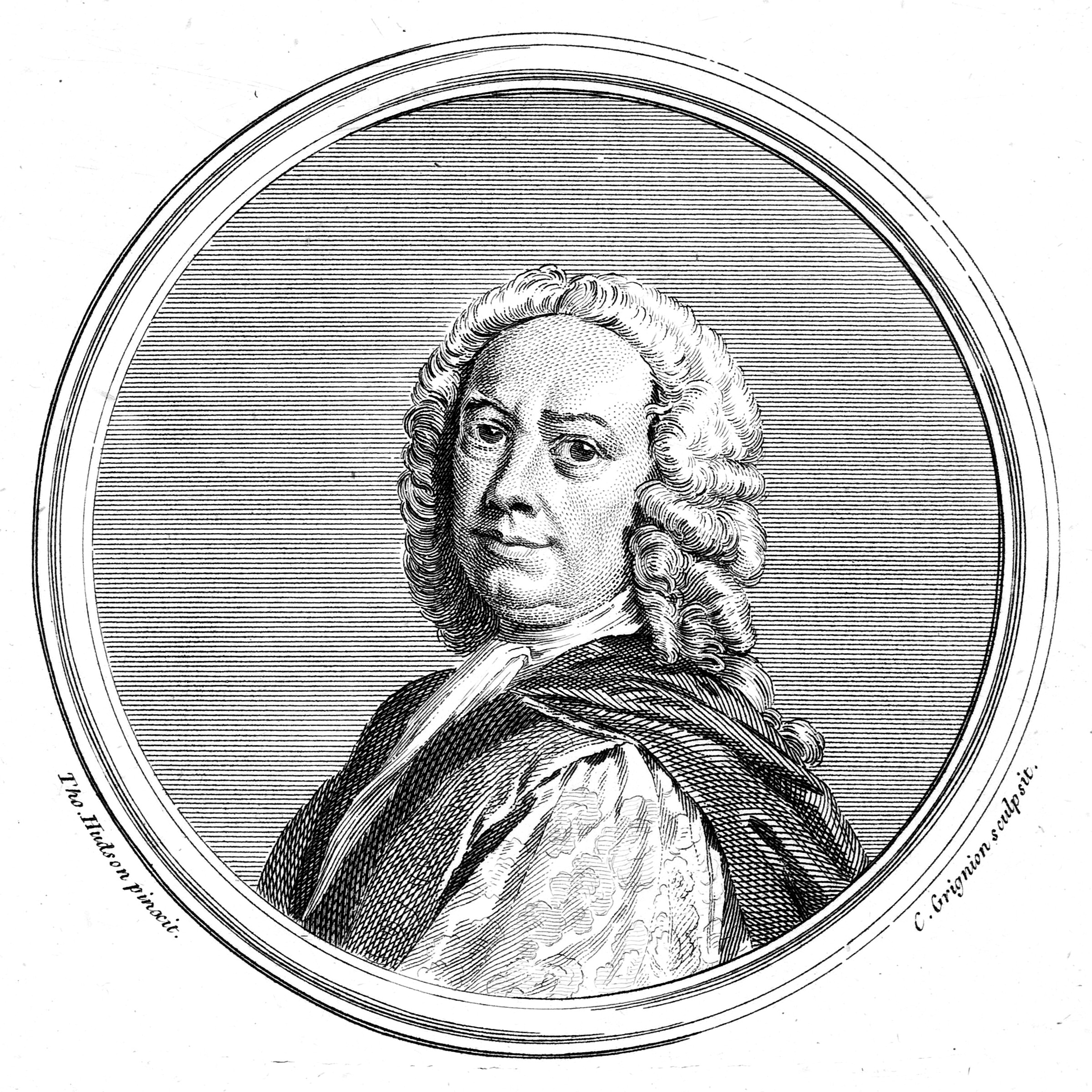
Johann Christoph Pepusch

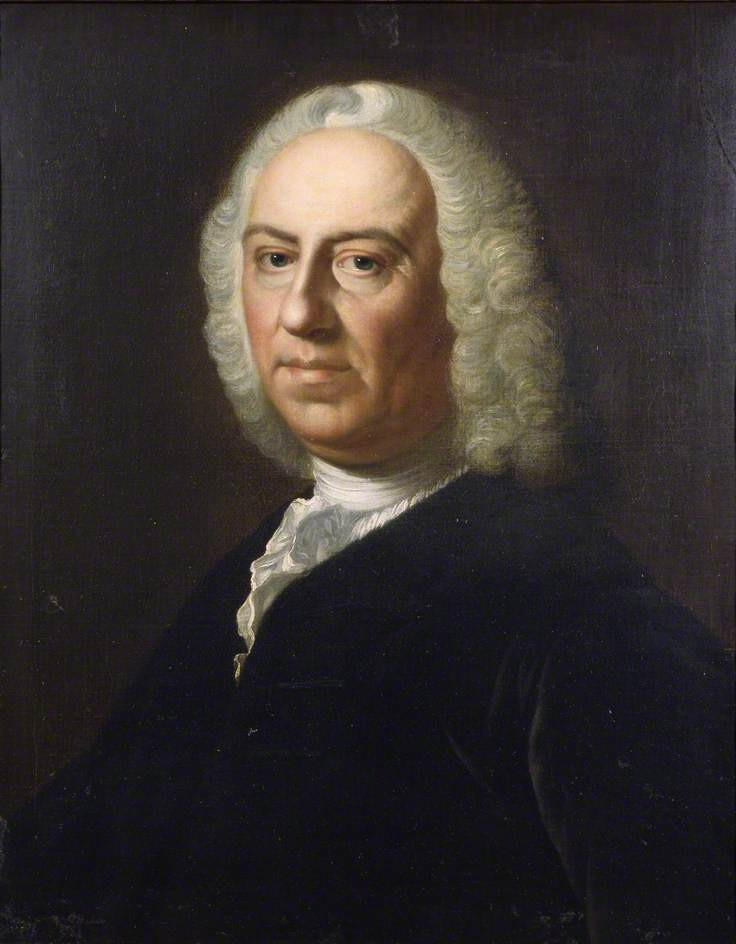
Francesco Geminiani

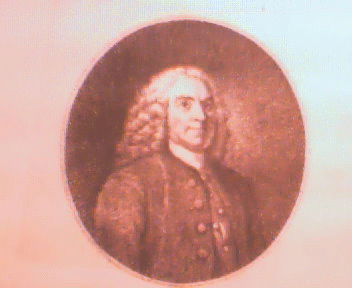
Bernard Gates

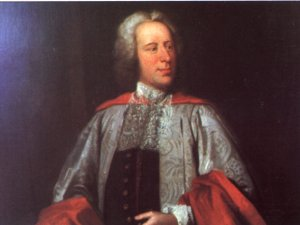
Maurice Greene

The Academy of Ancient Music (AAM) – barokowa orkiestra, a zarazem organizacja zajmująca się wskrzeszaniem muzyki dawnej, z siedzibą w Londynie. Powstała po raz pierwszy w XVIII wieku, później rozwiązana. Wskrzesił ją pod tą samą nazwą klawesynista Christopher Hogwood w roku 1973. Muzycy zazwyczaj wykonują dzieła muzyki baroku i klasycyzmu.

## Historia
Pierwotna Academy of Ancient Music została założona w Londynie w roku 1726 dla celów wykonywania muzyki dawnej, przez co rozumiano każdą muzykę pochodzącą przynajmniej sprzed wieku (tj. np. z XVI czy XVII wieku).
Później wykonywała również dzieła powstające współcześnie, komponowane przez takich kompozytorów jak William Croft, Maurice Greene, Bernard Gates, Giovanni Battista Bononcini, Senesino, Nicola Francesco Haym, Francesco Geminiani, Pier Francesco Tosi, John Ernest Galliard, Charles Dieupart, Jean Baptiste Loeillet of London i Giuseppe Riva.
Georg Friedrich Händel nigdy nie był członkiem tej organizacji, choć dziś orkiestra wykonuje także jego dzieła.
Wśród dyrektorów byli  Johann Christoph Pepusch (od roku 1735), Benjamin Cooke i Samuel Arnold (od roku 1789).